# Lettera di Galileo Galilei a Keplero - 4 agosto 1597
La lettera del 1597 fu la prima, e per i dodici anni seguenti anche l'unica, che Galileo scrisse a Keplero. Nell'estate dello stesso anno, infatti, Galileo aveva ricevuto da Paul Homberger una copia del Mysterium Cosmographicum, la prima opera di Keplero. Fu probabilmente lo stesso Keplero, desideroso di far conoscere il suo lavoro, a chiedere a Homberger di consegnarne una copia allo Studio di Padova, ovvero a chi a quel tempo occupava la cattedra in una delle università più prestigiose d'Europa. Così ebbe inizio, in maniera quasi casuale, la corrispondenza tra due dei più importanti scienziati dell'epoca, sostenitori della teoria copernicana.

## Testo
A Giovanni Keplero
Padova, 4 agosto 1597
Illustrissimo Signore, 
Soltanto poche ore fa ho ricevuto il libro inviatomi da V.S. per mezzo di Paolo Hamberger: e poiché il signor Paolo mi ha accennato al suo ritorno in Germania, ho ritenuto che avrei dato prova di ingratitudine se non avessi ringraziato V.S. con questa mia lettera. Perciò La ringrazio e torno a ringraziarla vivamente per essersi Ella degnata di offrirmi in tale occasione la Sua amicizia. Del libro non ho visto altro che la prefazione, dalla quale tuttavia ho colto ogni Sua intenzione: le sono apertamente e grandemente grato perché nella ricerca del vero ho un compagno così illustre e così desideroso del vero medesimo. Certo, è mortificante che siano così rari gli uomini amanti della verità, i quali per di più non perseguano modi erronei di ricerca. Ma poiché non è qui il caso di deplorare le miserie del nostro tempo, ma piuttosto di congratularmi con la S.V. per le bellissime scoperte nella conferma del vero, così questo soltanto aggiungerò e prometterò, che leggerò il Suo libro con animo sereno, con la certezza di trovarvi cose bellissime. Farò ciò tanto più volentieri, perché già da molti anni ho aderito alla teoria copernicana e anche perché, partendo da tale posizione, ho scoperto le ragioni di molti fenomeni naturali, che sono, senza motivo alcuno di dubbio, inesplicabili in base alla corrente opinione. Ho già scritto molte argomentazioni e molte critiche delle tesi avverse, ma finora non ho osato pubblicarle, spaventato dalla fortuna dello stesso Copernico, nostro maestro, il quale, pur avendo conseguito presso alcuni studiosi fama immortale, presso molti altri invece - tanto grande è il numero degli stolti - apparve ridicolo e da respingersi. Troverei il coraggio di rendere pubbliche le mie considerazioni, se ci fossero molti come S.V.; ma poiché non se ne trovano, soprassederò ad un simile negozio. Sono ora pressato dalla ristrettezza del tempo e dal desiderio di leggere il Suo libro; perciò, ponendo fine a questa lettera, mi dichiaro Suo devotissimo amico, a Sua disposizione per qualsiasi circostanza. Nel salutarLa, mi auguro di ricevere presto Sue liete notizie.
Padova, 4 agosto 1597
Galileo Galilei 
Matematico dell'Università di Padova.

## Contenuto
Riguardo al Mysterium, Galileo confessa di non aver ancora avuto modo di leggerlo, ma di essersi limitato, almeno per il momento, a guardarne la prefazione. Tuttavia, lo scienziato ritiene che questa sua prima analisi sia sufficiente per carpire l'intenzione dell'intera opera. Tant'è che rivolge al suo corrispondente sentite parole di stima, definendolo compagno nella ricerca della verità. Tenendo in considerazione il contesto storico e culturale di quel tempo, in cui ben pochi sostenevano apertamente la teoria eliocentrica, è facile capire il motivo dell'entusiasmo di Galileo di fronte a un'opera che invece riconosce in quello copernicano il vero sistema con cui il mondo si muove, adducendo a sostegno di questa teoria anche nuove prove empiriche.

### Un diverso approccio alla teoria copernicana
Galileo mostra tuttavia di guardare alla teoria copernicana da una prospettiva diversa rispetto a Keplero.
L'intento dell'astronomo tedesco è quello di portare a compimento la rivoluzione astronomica iniziata da Copernico, superando i limiti di una teoria incompiuta perché unicamente fondata su ragioni matematiche e incapace da sola di spiegare fino in fondo il movimento dei corpi celesti. Egli ritiene necessario spingersi oltre Copernico, per giungere a una cosmologia sì copernicana, ma fondata su altre ragioni, fisiche e metafisiche, indispensabile per conoscere le vere cause del moto orbitale dei pianeti e la loro vera posizione e distanza dal Sole.

Per Galileo invece ciò che per Keplero è un limite diventa il punto di forza, il fulcro attorno al quale costruire una nuova e potente filosofia della natura. Non si tratta, per lui, di giungere a un livello più profondo di comprensione dei fenomeni celesti e naturali. Abbandonata ogni forma di pseudoconoscenza sensibile, soltanto le ragioni matematiche – come ha mostrato sapientemente Copernico – sono le uniche e vere ragioni necessarie per comprendere la costituzione reale dell'universo, oltre le quali non c'è nient'altro da cercare o da indagare. Galileo ribadisce questa sua posizione anche ventisei anni più tardi, quando nel 1623 scrive in una delle sue opere più celebri, il Saggiatore:
“La filosofia è scritta in questo grandissimo libro che continuamente ci sta aperto innanzi a gli occhi (io dico l'universo), ma non si può intendere se prima non s'impara a intender la lingua e conoscer i caratteri, ne' quali è scritto. Egli è scritto in lingua matematica, e i caratteri son triangoli, cerchi, ed altre figure geometriche, senza i quali mezzi è impossibile a intenderne umanamente parola; senza questi è un aggirarsi vanamente per un oscuro labirinto.”

### Copernico, l'ideatore di una nuova filosofia
Da questa lettera si intuisce che, agli occhi di Galileo, Copernico rappresenta ben più di una concezione astronomica. Egli arriva a definirlo “noster praeceptor”, non semplicemente un astronomo, ma il maestro di una nuova filosofia della natura. Nessun altro astronomo o filosofo dell'epoca era mai giunto alla conclusione che la rivoluzione copernicana fosse qualcosa di ben più complesso di una semplice ipotesi matematica, soltanto Galileo vede in essa l'origine di una “filosofia capace da sola di sconvolgere il sistema della natura e l'assoluta perfezione del cosmo aristotelici”. Se Giordano Bruno lo definisce nella Cena delle ceneri “Più studioso della matematica che della natura”, per Galileo egli
“spoliatosi l'abito di puro astronomo e vestitosi quello di contemplatore della natura, si pose ad esaminare se questa già introdotta supposizione da gli astronomi [la teoria tolemaica], […] potesse anco re vera sussistere nel mondo e nella natura; e trovando che in maniera alcuna non poteva essere una tale ordinazione di parti, delle quali, ben che in sé stessa ciascuna fosse assai proporzionata, nel congiugnerle poi insieme si veniva a formare una mostruosissima chimera. […] Non è, dunque, introdotta questa posizione per satisfare al puro astronomo, ma per satisfare alla necessità della natura.”
Galileo, dunque, dimostra che la concezione astronomica ideata da Copernico non è una semplice teoria matematica, ma una necessaria conseguenza, di carattere filosofico, a un sistema in contrasto con la natura stessa.
Da questa lettera si evince quindi che a partire dal 1597 – anzi, già da molti anni prima – Galileo è seguace di Copernico, matematico e filosofo, e tale vorrà essere chiamato lui stesso al suo ritorno a Firenze, nel 1610, dopo essere diventato, inaspettatamente, il protagonista assoluto del dibattito scientifico e filosofico europeo.

### Le maree
Nella lettera Galileo dice di aver “scoperto le ragioni di molti fenomeni naturali”, riferendosi, con molta probabilità, alla teoria che esporrà poi nel Dialogo sopra i due massimi sistemi del mondo, secondo cui il fenomeno delle maree è dovuto al moto di rotazione della Terra. Di questo è convinto lo stesso Keplero, che l'anno successivo, in riferimento alla lettera di Galileo, scrive a Herwart von Hohenburg:
“Quando poco tempo fa Galileo, il matematico di Padova, mi ha scritto di aver dedotto dalle ipotesi d Copernico la causa di molti fenomeni naturali (che altri non erano in grado di spiegare con le ipotesi comuni) senza tuttavia menzionarne alcuna n modo specifico, ho avuto il sospetto che s riferisse al flusso del mare”.
È lo stesso Galileo a dare conferma di questo sospetto in una lettera inviata a George Fortescue nel 1630, dicendo che:
“partorisco ora il grande sistema del mondo che portavo in seno da trenta anni […]. In quest'opera ricerco ed espongo mirabilmente, se il mio amor proprio non mi tradisce, le cause più nascoste dei ribollimenti del mare, nel cui tentativo di comprensione gli ingegni dei filosofi fino ai nostri giorni ribollirono più che il mare stesso”.
Già nel 1597, trentacinque anni prima di pubblicare il Dialogo, Galileo ha quindi già posto le basi per le teorie che lo porteranno a raggiungere il suo ruolo di massima importanza nella rivoluzione astronomica.

### La critica a Tycho Brahe
Quando Galileo scrive di aver “già scritto molte argomentazioni e molte critiche delle tesi avverse” non si riferisce soltanto alle argomentazioni classiche di Aristotele, Tommaso e Tolomeo, ma anche a una voce altrettanto autorevole all'epoca, quella di Tycho Brahe, che nel 1588 aveva proposto un terzo sistema, che vedeva la Terra ferma al centro, e attorno a essa ruotare la Luna e il Sole, attorno al quale tutti gli altri pianeti compivano il loro moto di rivoluzione. Questo sistema, che apparentemente conciliava la semplicità matematica della teoria copernicana con le evidenze empiriche dell'immobilità della Terra, ebbe largo consenso tra i filosofi e gli astronomi dell'epoca. Galileo invece lo considera assurdo, tant'è che nella sua opera più importante, il Dialogo sui massimi sistemi del mondo, tolemaico e copernicano, non lo cita neppure. Proprio nel Dialogo egli risponderà alle obiezioni di Brahe circa l'impossibilità che la Terra ruoti, giacché se così fosse il suo moto rotatorio influenzerebbe quello degli oggetti lanciati o in caduta libera, dicendo che un corpo apparentemente in riposo può essere dotato di movimento se il sistema di riferimento di cui è parte si muove anch'esso. Questo principio, da lui formulato e dimostrato empiricamente, prende il nome di relatività galileiana. 